# パオ民族解放軍
パオ民族解放軍（パオみんぞくかいほうぐん、パオ語: ပအိုဝ်ႏစွိုးခွိုꩻလွစ်ထန်ႏရေꩻတပ်မတောႏ、ビルマ語: ပအိုဝ်းအမျိုးသားလွတ်မြောက်ရေးတပ်မတော်、英語: Pa-O National Liberation Army、略称：PNLA）はパオ族の武装勢力であり、パオ民族解放機構（PNLO）の軍事部門である。
2012年8月25日、PNLAは「5項目州レベル合意」「8項目連邦レベル合意」に署名した 。

## 歴史

### 前史

#### パオ民族運動黎明期
パオ族の武装闘争は1946年から1947年にかけて、タトンでパオ民族機構（Pa-O National Organisation: PNO）が設立されたことに端を発する。この中には、のちにタトンからタウンジーに向けて北上するウー・フラペ、ウー・アウンサー、ウー・チョーセインら重要な指導者が含まれていた。1948年3月の満月の日、ウー・フラペに率いられたパオ族住民が、「南の人」あるいは「山の人」を意味する「タウントゥー（ビルマ語: တောင်သူ）」ではなく、パオ族という呼称を公式に認めるようにデモ行進を行なった。1947年にはシャン州南部でパオ連帯（パオルオンブー）が組織された。これはシャン族のツァオパー統治下で賭博やアヘンの吸引が横行したことを受けて、僧侶を中心とした道徳的退廃を糾す運動であった。この運動にはウー・ピュー、ウー・ヘンマウン、ウー・アウンサーが参加していた。
1949年8月13日、カチン族のノーセン率いるカレン族反乱軍がタウンジーを占領すると、多くのパオ族が反乱に参加した。しかし、同年11月23日には政府軍の攻撃を前にしてタウンジーは陥落した。しかしながらこの蜂起によりPNOは勢力を拡大し、ツァオパーの私兵に対して優位に立った。1950年、中央政府は49年の反乱に参加した者に対して投降すれば恩赦を行うと発表した。パオ族の多くは投降し、釈放されたが、投降した指導者の中には投獄ないし射殺される者もいた。これはパオ族が中央政府に対して不信感を抱く大きな出来事となった。

#### UPNO結成
1950年、カレン民族同盟（KNU）副議長を務めていたウー・フラペがタトンからタウンジーに到着し、反乱に参加した。ウー・フラペはKNU議長ソー・バウジーが暗殺された後、KNU議長になるよう要請されたが、パオ族との繋がりからこれを辞退した。そしてパオ族の反乱はカレン族と分離した。同年8月、統一パオ民族主義者機構（United Pa-O Nationalist Organisation: UPNO）が結成され、パオ連帯に取って代わった。UPNOでは、ウー・ピューが議長、ウー・チョーセインが書記、ウー・フラペが財務担当、ボー・チャンゾンが防衛担当となった。UPNOは1951年選挙で3議席を獲得し、議会政治にも進出した。UPNOはタウンジーやインレー湖周辺で最大の反乱軍となり、ツァオパーの私兵としばしば衝突した。UPNOは5,000人の義勇兵と4つの軍管区を有した。しかしながら、パオ族の住民はUPNOの政治部門と軍事部門の両方から二重に徴税されるなど、ツァオパーの統治下とそう変わらない苦境にあった。さらに、パオ族指導者の内紛も存在した。1956年の第2回連邦議会選挙ではウー・アウンサーら3人が暗殺される事態となった。同年、複数のパオ族指導者らが失踪した。これらは政敵であったボー・チョーウィンによる暗殺であるとされる。
1950年代のシャン州の政治環境は混乱を極めた。国共内戦に敗北した国民党軍はシャン州へと撤退し、1952年にはタウンジーまで20マイルの地点まで迫った。また、各地で少数民族の反乱軍が跋扈し、シャン州の「状況は完璧に混乱状態にあった」。1958年、ネ・ウィンは国内の混乱を収拾するために、「武器は民主主義のために」と呼びかけ、少数民族の反乱勢力に対して武装解除を要求した。これに応え、1958年5月5日、ウー・フラペは2,000人の反乱軍と共にタウンジーで投降した。1959年4月24日、シャン州のツァオパーは封建的特権を返上し、パオ族の民族運動は反ツァオパー運動の成功を見ることとなった。

#### 1962年クーデター後
1962年、軍事クーデターで実権を掌握したネ・ウィンは反政府的な言論を行う者を大量に投獄した。ウー・チョーセイン、ボー・チャンゾン、ウー・ピューなど多くのパオ族の指導者が投獄されたが、ウー・フラペは何かしらの理由で投獄されなかった。ウー・フラペは民族の権利について訴え、ヤンゴンやマンダレーで平和的な抗議活動を組織した。そして1963年にウー・フラペは逮捕され、インセイン刑務所に収監されることとなった。パオ族の指導者で唯一逮捕を免れたのはボー・サンテインのみであった。ウー・フラペをはじめとするパオ族指導者を解放しないミャンマー軍の姿勢を受け、1958年に投降した部隊をかき集めてボー・サンテインは山中に籠り、パオ民族解放機構（Pa-O National Liberation Organisation: PNLO）を結成した。しかし、モーヘン率いるシャン州連合革命軍（Shan United Revolutionary Army: SURA）はシャン州全土を自軍の領土だと見做していたため、PNLOに対して軍門に下るように要求した。ボー・サンテインがこれを拒否すると、SURAは1968年に彼を殺害した。
1968年のボー・サンテインの死後、参謀長であったタ・カレイが実権を握り、PNLOをシャン州諸民族解放機構（Shan State Nationalities Liberation Organisation: SSNLO）と改名した。これはシャン州南部の複雑な民族構成に配慮したもので、SSNLOはシャン族やカレンニー族の兵士を徴兵していた。タ・カレイは1960年代末から1970年代初頭にかけてゲリラ部隊を結成し、ミャンマー軍支配下の町や護送隊に攻撃を加えるなど積極的な攻勢に出た。
1970年にウー・フラペとウー・チョーセインがインセイン刑務所から解放されたが、1972年まで自宅軟禁に置かれた。しかし、SSNLOでは共産主義思想が支配的になっており、1972年にSSNLO支配地域に戻った民族主義者のウー・フラペらとは亀裂が生じ始めていた。

#### PNOとSSNPLOの対立
1973年末になるとビルマ共産党（CPB）のラジオ放送「ビルマ人民の声」は「ウー・フラペとウー・チョーセインは反動主義者であり、裏切り者である」と非難し、2人は「SSNLOの思想的に正確な闘争」に反対するために政府から差し向けられたのだとした。1973年11月、民族主義派と共産主義派の間で会合が行われたが、ミョーミンはタ・カレイに対してウー・フラペとウー・チョーセインに対して「行動を起こす」ように訴えた。一方で、ウー・フラペはタ・カレイに対して、SSNLOをCPBに乗っ取らせていると糾弾し、ミョーミンを逮捕するように訴えた。ここに和解の余地はなく、パオ族組織の左右の決裂が決定的なものとなった。1974年3月、タ・カレイはシャン州進歩党と同盟を締結したのち、同年7月にCPBと正式な会合を持った。一方で、ウー・フラペと元僧侶のアウンカムティは民族主義者派を結集し、シャン州諸民族解放戦線（Shan State Nationalities Liberation Front: SSNLF）を結成した。当初、組織の名称にパオの名前を冠しなかったのは、ビルマ共産党から「反シャン族主義」であるとの誹りを受けないようにするためであった。1974年12月、SSNLFはタイ国境メーオーに近いサルウィン川と西のマイクン山のSSNLOの陣地を奪取し、タ・カレイの軍勢を西へと追いやった。そして、タ・カレイらはパーイ川に近いカレンニー民族進歩党（KNPP）の本部へと避難した。その後、パンサンのCPB本部で訓練を受けたのち、CPB4個小隊と共にSSNLO支配地域へと帰還した。1974年、SSNLO内部では共産主義派の影響力が増した結果、名称に「人民（People’s）」を加え、シャン州諸民族人民解放機構（SSNPLO）となった。これはのちに赤パオと呼ばれた。
1975年、ウー・フラペが病死すると、副議長であったチョーセインが新たなSSNLFの指導者となった。1976年、SSNLFはパオ族最初の民族主義運動組織であるPNOの名前を復活させて用いるようになった。これは白パオと呼ばれた。同年、PNOは民族民主戦線（National Democratic Front: NDF）に加盟した。1977年、チョーセインの部下であったイェノンが60人の兵士と800万バーツと共にミャンマー軍に投降した。チョーセインはイェノンをタイの連絡要員として派遣していたため、引責辞任した。そして、アウンカムティが新たにPNOの指導者となった。
アウンカムティの指導下でPNOは800人の兵力を有する組織に成長した。一方でSSNPLOは300人の正規軍と200人の民兵を有する組織となり、ビルマ共産党の人民軍第4045・4046大隊による全面的な支援を受けた。SSNPLOは1974年にギードン大佐を暗殺し、1978年にアウンタンを暗殺するなどPNOの指導者への殺害を繰り返した。これは1986年のNDFとCPBの同盟締結後も対立がPNOとSSNPLOの対立が続く原因となった。
PNOは1978年にメーオーのタイ国境から徒歩で1時間の地点にコンネインキャンプを設けた。コンネインキャンプではタイ・ミャンマー国境を越える密輸業者から関税を徴収していた。1983年初めに南に向かう家畜密輸ルートがSSNPLOとCPBによって塞がれた結果、北上してホーハへと向かう密輸ルートが好まれるようになり、PNOは莫大な関税収入を得ることとなった。しかし、1984年3月20日、クン・サの軍勢がPNOのコンネインキャンプとホーハ村を襲撃した。略奪と放火によりPNOは甚大な被害を受けた。コンネインキャンプの失陥により、PNOは武器や弾薬の供給源を失い、外部の少数民族武装勢力との連携が難しくなった。
8888民主化運動後、多くの学生が少数民族武装組織の支配地域に逃れた。PNOは200人の学生を受け入れ、50人が訓練を完了する前に帰宅し、150人の学生が45日間の訓練過程を完了した。1989年4月、オカー少佐と残った学生はカレンニー州北西部のナーオンへと移動し、全ビルマ学生民主戦線第601連隊と改称した。なお、ABSDFの「連隊」は中隊（200人規模）か小隊（50人規模）程度であった。同様に、ABSDFの第801連隊がSSNPLO支配地域で、第303連隊がKNPP支配地域で結成された。第601連隊はSSNPLOと良い関係を持っていたためにPNOから疎まれた。
1989年、CPBの崩壊に伴い、PNOとSSNPLOは和解に達したが長年の確執により、再合同は叶わなかった。国境拠点を失い、収入も亡くなったPNOはミャンマー軍の圧力を前にして停戦を余儀なくされた。PNAは1991年4月11日に軍事政権との停戦合意を受け入れた。軍事政権はPNAの支配領域をシャン州第6特区としてPNOによる自治を認めた。しかし、これに不満を抱いたオカー少佐は同年6月18日にパオ人民解放機構（Pa-O People’s Liberation Organisation: PPLO）を立ち上げ、タイ・ミャンマー国境のナーオンキャンプで2,30人の兵士とともにミャンマー軍との戦闘を続けた。KNPPは財政的にPPLOを支援し、代わりにPPLOはKNPPに加わって作戦を行った。しかし、1994年初めにKNPPの対立から、KNPPによって兵士を武装解除されキャンプも占領されたためにPPLOは名ばかりの組織となった。1994年10月にはタ・カレイのSSNPLOも軍事政権と停戦条約を締結した。

#### SSNPLO停戦後
SSNPLOは国民大会に出席し、停戦グループとして軍事政権と良好な関係を築いた。2005年10月、SSNPLOはタ・カレイ派とチッマウン派に分裂した。チッマウンのパオ地域諸民族団結機構（Pa-O Regional Nationalities Unity Organisation: PRNUO）はPNOと同盟し、軍事政権と良好な関係を築いていた。2006年初めに両派の間で戦闘が発生した。シャンヘラルド通信社によると、両派が分裂した際、ポーンの西にあるケシの生産地はチッマウン派に、ヘロイン精製所はタ・カレイ派に渡ったとされる。2007年7月、チッマウン派は軍事政権に投降した。一方でクン・トゥレイン率いる100人規模のグループはタイ・ミャンマー国境に逃れ、PNLOを名乗った。このほかに2008年初頭には80人程度がパオ民族軍に加わり、同年8月にはSSNPLOのソーアウンルィン少佐が軍事政権に投降した。

### 新生PNLOの結成
2009年12月7日から9日にかけて、パオ自治区でパオ民族大会が開催された。クン・オカー大佐率いるパオ人民解放機構（PPLO）とクン・ティソン准将率いるパオ民族解放機構（PNLO）が合併し、パオ民族解放軍（PNLA）とその政治部門であるパオ民族解放機構（PNLO）が設立された。会議ではPNLO憲法が制定され、パオ自治区の事実上の憲法となった。会議の出席者には、パオ族青年組織、パオ族労働組合のメンバーや、ウー・クン・ミントゥン（1990年総選挙で当選したタトンの議員）、クン・ティンスエ（ビルマ連邦国民評議会のメンバー）などの個人も含まれていた。クン・オカーが議長に、クン・ティソンが副議長に選出された。創設メンバーは、かつてのPNLOが「第3革命」を開始し、それに尽力したことに敬意を表して、パオ民族解放軍（PNLO）という名称を選択した。
2013年5月16日、第1回PNLO/A大会がレイブワーキャンプで開催され、5月20日に閉会した。新たな中央委員が選出され、クン・ミントゥンが新議長に任命された。その後、前議長のクン・オカーとクン・ティソンは後援者となった。
2015年、PNLOは全国停戦合意（NCA）に署名した。

### クーデター後
2024年1月22日、ミャンマー軍事政権とPNLO/Aとの衝突がホーポン郡区サムプー村で発生した。同月24日、PNLA、地域のPDF、KNDFはPNOとミャンマー軍が支配するシーセンの町を攻撃した。これに対し、ミャンマー軍は空爆と砲撃で応戦した。同月26日、PNLOはNCAへの参加を正式に撤回した。PNLOは国民統一政府が軍事政権を打倒し、フェデラル連邦制を導入することを支援すると約束した。PNLOはパオ民族軍（PNA）に対して、攻撃を行わないという条件で、寝返るよう暗に促した。
クン・オカーはPNLO名義でNCA調印グループからなる7EAO同盟に加盟したが、PNLO指導者クン・トゥレインはクン・オカーはPNLOを代表していないとコメントするなどPNLO内部の分裂が明らかとなった。同年9月、クン・オカーはPNLOを辞任し、PNOと協力することを明らかにした。クン・オカーは30%の兵士が自分を支持していると主張しているが、クン・トゥレイン率いるPNLO指導部は99%の兵士がPNLOで活動し続けるだろうと主張している。クン・オカーは10月9日にパオ民族解放機構NCA調印勢力（PNLO-NCA/S）の分派を発表した。

## 活動地域
PNLAは主にシャン州のホーポン郡区、シーセン郡区、ピンラウン郡区からなるパオ自治区で活動している。2024年に軍事政権に宣戦布告するまで、PNLAはパオ民族軍や小規模なパオ族グループとともに、これらの郡区を実質的に統治していた。1月26日に全国停戦合意を破棄した後、PNLAはホーポン・シーセン周辺に駐留軍を置き、パオ自治区の大部分にも駐留軍を置いている。PNLAはモークマイ郡区とケシ郡区にも駐留軍を置いている。

## 停戦合意
2012年8月25日、ミャンマー政府とPNLOは「5項目レベル合意」および「8項目連邦レベル合意」に署名した。
州レベル和平構築グループとPNLAは以下の5点で合意した。
- 1. 双方は2012年8月25日から停戦する。
- 2. 双方は各自指定された現支配地域内に留まる。
- 3. 双方は、指定地域外のグループには武器や物資を配給しない。
- 4. 双方の非武装連絡事務所をタウンジー、シーセン、モークマイに設置する（双方合意）。
- 5. 2012年8月25日から3ヵ月間、州レベル和平構築グループと協議を行い、さらに連邦レベルの和平協議を開始するために、パオ族公式代表グループが設立される。

連邦レベル和平構築グループとPNLAは以下の8点で合意した。
- 1. 停戦と、それを強化しさらに発展させる手段についてさらに協議する。
- 2. 当局者間の行動規範と規律に関する事項を調整する。
- 3. 連邦平和構築事業委員会による連絡事務所運営の支援を提供する。
- 4. PNLO/PNLA部隊の所在地を政府に提供し続ける。
- 5. 麻薬（違法薬物）撲滅に協力する。
- 6. メディアに関連する事項を調整する。
- 7. 兵士の衣食住に関する事項を調整する。
- 8. 治安及び基本的な農業に関する事項を調整する。